# 김영선 (1960년)
김영선(金映宣, 1960년 5월 16일 ~ )은 대한민국의 변호사, 정치인이다. 제15·16·17·18·21대 국회의원이다.
경상남도 거창군 출신이다. 2006년 6월 15일부터 2006년 7월 10일까지 한나라당 대표권한대행을 지냈다. 15, 16, 17, 18대 국회의원을 역임하였으며 19대와 20대에서는 낙선하였다. 21대 총선에서는 지역구를 경남 창원 진해구로 옮겨 출마하려 하였으나 경선에서 탈락하여 출마하지 못하였다. 2022년 6월에 치러진 재보궐선거에 당선되어 21대 국회에 복귀했으나, 22대 총선에선 컷오프되었다.
이후 명태균 게이트에 엮여 명태균과 함께 2024년 11월 구속되었다. 12월 검찰은 정치자금법 위반 혐의로 김영선을 기소했다.

## 학력
- 동신국민학교 졸업
- 한성여자중학교 졸업
- 신광여자고등학교 졸업
- 1985년 서울대학교 법과대학 공법학 학사
- 1996년 연세대학교 행정대학원 행정학 석사
- 1999년 연세대학교 경영대학원 MBA
- 2007년 국민대학교 종합예술대학원 연극영화학 석사

## 경력
- 1988년: 제30회 사법시험 합격(사법연수원 20기 수료)
- 1991년: 변호사 개업
- 대한민국 변호사
- YMCA 시민중계실 운영위원
- 참여연대 공익소송센터 실행위원
- 경제정의실천시민연합 시민입법위원회
- 녹색소비자연대 이사
- 아름다운가게 협동이사
- 경기도 사회복지협의회 이사
- 한나라당 수석부대변인
- 이회창 총재 법률 특별보좌관
- 한나라당 대통령후보 비서실 부실장
- 한나라당 당정개혁 특별위원
- 2003년 3월: 한나라당 제3정책조정위원장
- 2003년 7월: 한나라당 대변인
- 한나라당 제2사무부총장
- 2004년 7월: 한나라당 최고위원
- 2006년: 한나라당 대표권한대행
- 2008년: 건국대학교 도시행정대학원 겸임교수
- 2011년: 국민생활체육전국자전거연합회 회장
- 2012년: 한국항공대학교 항공·교통·물류·우주법학부 초빙교수
- 2013년: 한국항공대학교 경영학과 초빙교수
- 2012년 9월~2013년 5월: 제4대 금융소비자연맹 회장
- 2012년~2017년 2월: 새누리당 경기도당 고양시일산서구 당원협의회 운영위원장
- 2013년: 동국대학교 행정대학원 겸임교수
- 금융소비자연맹 고문
- 법무법인 한사랑 대표변호사
- 2017년 2월~2017년 12월: 자유한국당 경기도당 고양시일산서구 당원협의회 운영위원장
- 2017년 9월: 자유한국당 디지털정당위원회 고문
- 2017년 9월: 경상대학교 초빙교수
- 2017년 9월: 경남대학교 초빙교수
- 2021년 10월 ~2021년 11월: 국민의힘 윤석열 제20대 대통령 선거 예비후보 조직본부 조직총괄본부 국민민생안전특별본부장
- 2022년 6월 보궐선거 국민의힘 경남 창원시 의창구 국회의원 후보
- 국민의힘 창원시 의창구 당협위원장
- 2024년 3월~2024년 4월: 국민의힘 제22대 국회의원선거「국민 희망의 길」 경남선거대책위원회 상임고문

## 의정 활동
- 1996년 5월~2000년 5월: 제15대 한나라당 국회의원(비례대표)
- 2000년 7월~2004년 5월: 제16대 한나라당 국회의원(비례대표, 승계)[A]
- 2004년 5월~2008년 5월: 제17대 한나라당 국회의원(경기 고양시 일산구 을)
- 2008년 5월~2012년 5월: 제18대 한나라당 국회의원(경기 고양시 일산서구)
- 2008년 8월: 제18대 국회 정무위원회 위원장
- 2011년 3월: 국회 민생대책특별위원회 위원장(전)
- 국회 예산결산특별위원회 위원(전)
- 국회 대법관 인사청문 위원장(전)
- 국회연구단체 [국제지식과 나눔포럼] 대표의원
- 2012년 18대 의원들에 대한 시민단체 의정평가 새누리당 1위 전체 2위[3]
- 2012년 한국매니페스토 실천본부 선정 18대 국회의원 중 공약이행률 경인지역 의원 중 1위
- 2012년 조선비즈 경제분야 의원평가 워스트 1위[4]
- 2022년 6월~2024년 5월: 제21대 국민의힘 국회의원(경남 창원시 성산구)
  - 2022년 7월~2024년 5월: 제21대 국회 후반기 기획재정위원회 위원
    - 제21대 국회 후반기 기획재정위원회 경제재정소위원회 위원
    - 제21대 국회 후반기 기획재정위원회 예산결산기금심사소위원회 위원

  - 2022년 12월~2024년 5월: 한-중 의회외교포럼 공동회장
  - 2023년 2월~2024년 5월: 제21대 국회 인구위기 특별위원회 위원장

## 역대 선거 결과
|  | 34.5% |

|  | 37.9% |

|  | 45.05% |

|  | 53.71% |

|  | 46.09% |

|  | 39.68% |

|  | 62.74% |

## 소속 정당
| 소속 정당 | 소속 정당  | 소속 기간 | 비고      |
| --------- | ---------- | --------- | --------- |
|           | 신한국당   | 1996~1997 | 정계 입문 |
|           | 한나라당   | 1997~2012 | 합당      |
|           | 새누리당   | 2012~2017 | 당명 변경 |
|           | 자유한국당 | 2017~2020 | 당명 변경 |
|           | 미래통합당 | 2020      | 합당      |
|           | 국민의힘   | 2020~현재 | 당명 변경 |

## 같이 보기
- 대한민국 제15대 국회의원 선거 신한국당 후보 목록#전국구
- 대한민국 제16대 국회의원 선거 한나라당 후보 목록#비례대표
- 고양시 일산구 을
- 고양시 일산서구 (선거구)
- 고양시 일산서구의 국회의원
- 창원시 의창구 (선거구)
- 창원시 의창구의 국회의원